# Saison 1978-1979 de l'AMH
Saison précédente
La saison 1978-1979 de l'Association mondiale de hockey a été la septième et dernière saison de la ligue. Normalement huit franchise devaient participer à la saison régulière mais peu de temps avant le début de celle-ci, les Aeros de Houston déposent le bilan et seulement sept équipes prennent le départ de la compétition pour 80 matchs.
L'AMH, ne parvenant pas à attirer uniformément les fans, se voit obligée d'arrêter ses activités et quatre de ses équipes, les Oilers d'Edmonton, les Jets de Winnipeg, les Nordiques de Québec et les Whalers de la Nouvelle-Angleterre rejoignent la Ligue nationale de hockey, alors que les Stingers de Cincinnati et les Bulls de Birmingham reçoivent une somme d'argent en guise de dédommagement pour la fermeture de la ligue.

## Saison régulière
Contrairement à la LNH, l'AMH n'imposait aucune limite d'âge pour qu'un joueur fasse ses débuts dans la compétition et s'est ainsi que Wayne Gretzky fait ses débuts dans l'AMH et rejoint les Racers d'Indianapolis. Seulement, Gretzky ne joue que huit matches avec Indianapolis, le directeur général se rendant alors compte qu'il avait trop dépensé pour le jeune prodige. Il décide alors de revendre le jeune Gretzky aux Oilers d'Edmonton en compagnie Eddie Mio (gardien de but) et de Peter Driscoll. Le jour de ses 18 ans, Gretzky signe un contrat avec les Oilers pour un peu plus de 4 millions de dollars. 
Malgré tout, les Racers n'arrivent pas à redresser la barre financière et ils doivent arrêter leurs opérations au bout de 25 matchs tandis que les Oilers et Gretzky réalisent une saison extraordinaire et finissent premier du championnat.

### Classement
| Clt   | Équipe                            | PJ | V  | D  | N | BP  | BC  | Pts |
| ----- | --------------------------------- | -- | -- | -- | - | --- | --- | --- |
| +001, | Oilers d'Edmonton                 | 80 | 48 | 30 | 2 | 340 | 266 | 98  |
| +002, | Nordiques de Québec               | 80 | 41 | 34 | 5 | 288 | 271 | 87  |
| +003, | Jets de Winnipeg                  | 80 | 39 | 35 | 6 | 307 | 30  | 84  |
| +004, | Whalers de la Nouvelle-Angleterre | 80 | 37 | 34 | 9 | 298 | 287 | 83  |
| +005, | Stingers de Cincinnati            | 80 | 33 | 41 | 6 | 274 | 284 | 72  |
| +006, | Bulls de Birmingham               | 80 | 11 | 42 | 6 | 286 | 311 | 286 |
| +007, | Racers d'Indianapolis             | 25 | 5  | 18 | 2 | 78  | 130 | 12  |

- En gras et en italique : champion de la saison régulière
- En gras : qualifié pour les demi-finales
- En italique : qualifié pour le 1er tour des séries

## Séries éliminatoires
En raison du faible nombre d'équipes engagées dans la compétition, l'AMH décide de qualifier automatiquement pour les demi-finales les trois premières équipes tandis que les deux suivantes jouent un premier tour afin d'accéder à ces demi-finales.
|  | Quarts de finale | Quarts de finale | Quarts de finale | Quarts de finale |        |        | Demi-finales | Demi-finales | Demi-finales | Demi-finales |  |  | Finale | Finale | Finale | Finale |
|  |                  |                  |                  |                  |        |        |              |              |              |              |  |  |        |        |        |        |
|  |                  |                  |                  |                  |        |        |              |              |              |              |  |  |        |        |        |        |
|  |                  |                  |                  |                  |        |        |              |              |              |              |  |  |        |        |        |        |
|  |                  |                  |                  |                  |        |        |              |              |              |              |  |  |        |        |        |        |
|  |                  |                  |                  |                  |        |        |              |              |              |              |  |  |        |        |        |        |
|  |                  |                  |                  |                  |        |        |              |              |              |              |  |  |        |        |        |        |
|  | Oilers           | Oilers           | 4                | 4                |        |        |              |              |              |              |  |  |        |        |        |        |
|  | Oilers           | Oilers           | 4                | 4                |        |        |              |              |              |              |  |  |        |        |        |        |
|  |                  |                  | Whalers          | Whalers          | 3      | 3      |              |              |              |              |  |  |        |        |        |        |
|  | Whalers          | Whalers          | Whalers          | Whalers          | 3      | 3      | 2            | 2            |              |              |  |  |        |        |        |        |
|  | Whalers          | Whalers          |                  |                  |        |        |              | 2            |              |              |  |  |        |        |        |        |
|  | Stingers         | Stingers         | 1                | 1                |        |        |              |              |              |              |  |  |        |        |        |        |
|  | Stingers         | Stingers         | 1                | 1                | Oilers | Oilers | 2            | 2            |              |              |  |  |        |        |        |        |
|  |                  |                  |                  |                  | Oilers | Oilers | 2            | 2            |              |              |  |  |        |        |        |        |
|  |                  |                  | Jets             | Jets             | 4      | 4      |              |              |              |              |  |  |        |        |        |        |
|  |                  |                  |                  |                  | 4      | 4      |              |              |              |              |  |  |        |        |        |        |
|  |                  |                  |                  |                  |        |        |              |              |              |              |  |  |        |        |        |        |
|  |                  |                  |                  |                  |        |        |              |              |              |              |  |  |        |        |        |        |
|  | Nordiques        | Nordiques        | 0                | 0                |        |        |              |              |              |              |  |  |        |        |        |        |
|  | Nordiques        | Nordiques        | 0                | 0                |        |        |              |              |              |              |  |  |        |        |        |        |
|  |                  |                  | Jets             | Jets             | 4      | 4      |              |              |              |              |  |  |        |        |        |        |
|  |                  |                  |                  |                  | 4      | 4      |              |              |              |              |  |  |        |        |        |        |
|  |                  |                  |                  |                  |        |        |              |              |              |              |  |  |        |        |        |        |
|  |                  |                  |                  |                  |        |        |              |              |              |              |  |  |        |        |        |        |
|  |                  |                  |                  |                  |        |        |              |              |              |              |  |  |        |        |        |        |
|  |                  |                  |                  |                  |        |        |              |              |              |              |  |  |        |        |        |        |

Gretzky et les Oilers ne purent rien faire pour empêcher les Jets de Winnipeg de remporter leur second Trophée mondial Avco consécutif sur le score de 4 matchs à 2. Dave Semenko inscrit le dernier but d'un match dans l'histoire dans l'AMH lors de la défaite 7-3 de son équipe.

## Trophées de l'AMH
| Trophée Gordie-Howe :      | Dave Dryden, Oilers d'Edmonton              |
| Trophée Bill-Hunter :      | Réal Cloutier, Nordiques de Québec          |
| Trophée Lou-Kaplan :       | Wayne Gretzky, Oilers d'Edmonton            |
| Trophée Ben-Hatskin :      | Dave Dryden, Oilers d'Edmonton              |
| Trophée Dennis-A.-Murphy : | Rick Ley, Whalers de la Nouvelle-Angleterre |
| Trophée Paul-Deneau :      | Kent Nilsson, Jets de Winnipeg              |
| Trophée Robert-Schmertz :  | John Brophy, Bulls de Birmingham            |
| MVP des séries :           | Rich Preston, Jets de Winnipeg              |